# 2021-es Toyota Racing Series szezon
A 2021-es Toyota Racing Series szezon a Toyota Racing Series Új-Zéland legnagyobb nyitott kerekű bajnokságának 17. idénye volt. Az évad során 3 versenypályán rendeztek összesen 9 versenyt. A bajnoki címet Matthew Payne szerezte meg, Kaleb Ngatoával szemben.

## Versenyzők
| #  | Versenyző           | Státusz | Forduló |
| -- | ------------------- | ------- | ------- |
| 3  | Chris Vlok          | Újonc   | összes  |
| 7  | Matthew Payne       | Újonc   | összes  |
| 11 | Conrad Clark        | Újonc   | összes  |
| 14 | Billy Frazer        | Újonc   | összes  |
| 15 | Kaleb Ngatoa        | Újonc   | összes  |
| 22 | Tom Alexander       | Újonc   | 1–2     |
| 24 | Andre Heimgartner   |         | 1       |
| 27 | Daniel Gaunt        |         | 1       |
| 31 | Chris van der Drift | Újonc   | 1       |
| 32 | Josh Bethune        | Újonc   | 1       |
| 50 | Ken Smith           |         | 1       |
| 51 | Greg Murphy         |         | 1       |
| 84 | Peter Vodanovich    | Újonc   | összes  |
| 86 | Brendon Leitch      |         | 1       |
| 87 | Damon Leitch        |         | 1       |
| 97 | Shane van Gisbergen |         | 1       |

## Változások
- A koronavírus-járvány miatt életbe lépett utazási korlátozások miatt nemzetközi versenyzők nem vehettek részt a bajnokság versenyein.[18]
- Az összes résztvevő csapat a Toyota Racing név alatt vettek részt a versenyeken, tehát a csapatbajnokságot nem rendezték meg ebben a szezonban.[19]
- A versenytáv minimális hosszát 50 km-ről 70-re, míg a maximális hosszát 70-ről 80 km-re emelték.[20]

## Versenynaptár
A versenynaptárat 2020 novemberében hozták nyilvánosságra.
| Forduló | Forduló | Dátum       | Versenypálya                  | Pályarajz           |
| ------- | ------- | ----------- | ----------------------------- | ------------------- |
| 1       | 1       | január 23.  | Hampton Downs Motorsport Park |                     |
| 1       | 2       | január 24.  | Hampton Downs Motorsport Park |                     |
| 1       | 3       | január 24.  | Hampton Downs Motorsport Park |                     |
| 2       | 4       | január 30.  | Hampton Downs Motorsport Park |                     |
| 2       | 5       | január 30.  | Hampton Downs Motorsport Park |                     |
| 3       | 6       | február 13. | Manfeild: Circuit Chris Amon  | Manfeild Autocourse |
| 3       | 7       | február 13. | Manfeild: Circuit Chris Amon  | Manfeild Autocourse |
| 3       | 8       | február 14. | Manfeild: Circuit Chris Amon  | Manfeild Autocourse |
| 3       | 9       | február 14. | Manfeild: Circuit Chris Amon  | Manfeild Autocourse |

## Összefoglaló
| Forduló | Forduló | Versenypálya                  | Pole-pozíció        | Leggyorsabb kör     | Győztes versenyző   | Listavezető         | Előny |
| ------- | ------- | ----------------------------- | ------------------- | ------------------- | ------------------- | ------------------- | ----- |
| 1       | V1      | Hampton Downs Motorsport Park | Chris van der Drift | Shane van Gisbergen | Shane van Gisbergen | Shane van Gisbergen | 24    |
| 1       | V2      | Hampton Downs Motorsport Park | Shane van Gisbergen | Shane van Gisbergen | Shane van Gisbergen | Shane van Gisbergen | 24    |
| 1       | V3      | Hampton Downs Motorsport Park | Kaleb Ngatoa        | Shane van Gisbergen | Shane van Gisbergen | Shane van Gisbergen | 24    |
| 2       | V1      | Hampton Downs Motorsport Park | Matthew Payne       | Peter Vodanovich    | Matthew Payne       | Matthew Payne       | 26    |
| 2       | V2      | Hampton Downs Motorsport Park | Matthew Payne       | Matthew Payne       | Matthew Payne       | Matthew Payne       | 26    |
| 3       | V1      | Manfeild: Circuit Chris Amon  | Matthew Payne       | Matthew Payne       | Matthew Payne       | Matthew Payne       | 58    |
| 3       | V2      | Manfeild: Circuit Chris Amon  | Matthew Payne       | Matthew Payne       | Matthew Payne       | Matthew Payne       | 58    |
| 3       | V3      | Manfeild: Circuit Chris Amon  | Matthew Payne       | Matthew Payne       | Billy Frazer[a]     | Matthew Payne       | 58    |
| 3       | V4      | Manfeild: Circuit Chris Amon  | Matthew Payne       | Matthew Payne       | Matthew Payne       | Matthew Payne       | 58    |

Megjegyzés:↑ a:  Eredetileg Matthew Payne nyerte meg a versenyt, azonban a versenyhétvége során két alkalommal is kapott öt másodperces büntetést. Ennek értelmében Billy Frazer nyerte meg a versenyt.

## Végeredmény
A kvalifikáció eredménye alapján megkezdett verseny
| Helyezés | 1. | 2. | 3. | 4. | 5. | 6. | 7. | 8. | 9. | 10. | 11. | 12. | 13. | 14. | 15. | 16. | 17. | 18. | 19. | 20. |
| -------- | -- | -- | -- | -- | -- | -- | -- | -- | -- | --- | --- | --- | --- | --- | --- | --- | --- | --- | --- | --- |
| Pont     | 35 | 31 | 27 | 24 | 22 | 20 | 18 | 16 | 14 | 12  | 10  | 9   | 8   | 7   | 6   | 5   | 4   | 3   | 2   | 1   |

Fordított rajtrácsos verseny
| Helyezés | 1. | 2. | 3. | 4. | 5. | 6. | 7. | 8. | 9. | 10. | 11. | 12. | 13. | 14. | 15. |
| -------- | -- | -- | -- | -- | -- | -- | -- | -- | -- | --- | --- | --- | --- | --- | --- |
| Pont     | 20 | 18 | 16 | 14 | 12 | 10 | 9  | 8  | 7  | 6   | 5   | 4   | 3   | 2   | 1   |

| Poz. | Versenyző           | HD1 | HD1 | HD1 | HD2 | HD2 | MAN | MAN | MAN | MAN | Pont |
| ---- | ------------------- | --- | --- | --- | --- | --- | --- | --- | --- | --- | ---- |
| 1.   | Matthew Payne       | 3   | 3   | 3   | 1   | 1   | 1   | 1   | 2   | 1   | 287  |
| 2.   | Kaleb Ngatoa        | 5   | 4   | 4   | 4   | 2   | 2   | 3   | 4   | 5   | 229  |
| 3.   | Billy Frazer        | 10  | 9   | 8   | 3   | 6   | 4   | 5   | 1   | 2   | 201  |
| 4.   | Conrad Clark        | 12  | 6   | 10  | 6   | 5   | 3   | 4   | 5   | 3   | 183  |
| 5.   | Peter Vodanovich    | 9   | 7   | Ki  | 2   | Kiz | 5   | 2   | 3   | 4   | 167  |
| 6.   | Chris Vlok          | 14  | 10  | 13  | 7   | 4   | 6   | 6   | 6   | 6   | 149  |
| 7.   | Shane van Gisbergen | 1   | 1   | 1   |     |     |     |     |     |     | 105  |
| 8.   | Tom Alexander       | 8   | Ki  | 11  | 5   | 3   |     |     |     |     | 75   |
| 9.   | Chris van der Drift | 2   | 2   | 12  |     |     |     |     |     |     | 71   |
| 10.  | Damon Leitch        | 11  | 5   | 5   |     |     |     |     |     |     | 54   |
| 11.  | Andre Heimgartner   | 6   | Ki  | 2   |     |     |     |     |     |     | 51   |
| 12.  | Brendon Leitch      | 4   | Ki  | 6   |     |     |     |     |     |     | 44   |
| 13.  | Daniel Gaunt        | 7   | Ki  | 7   |     |     |     |     |     |     | 36   |
| 14.  | Josh Bethune        | Ki  | 8   | 14  |     |     |     |     |     |     | 23   |
| 15.  | Greg Murphy         | 13  | Ki  | 9   |     |     |     |     |     |     | 22   |
| 16.  | Ken Smith           | 15  | Ki  | 15  |     |     |     |     |     |     | 12   |
| Poz. | Versenyző           | HD1 | HD1 | HD1 | HD2 | HD2 | MAN | MAN | MAN | MAN | Pont |